# Piłka siatkowa na Igrzyskach Śródziemnomorskich 2009

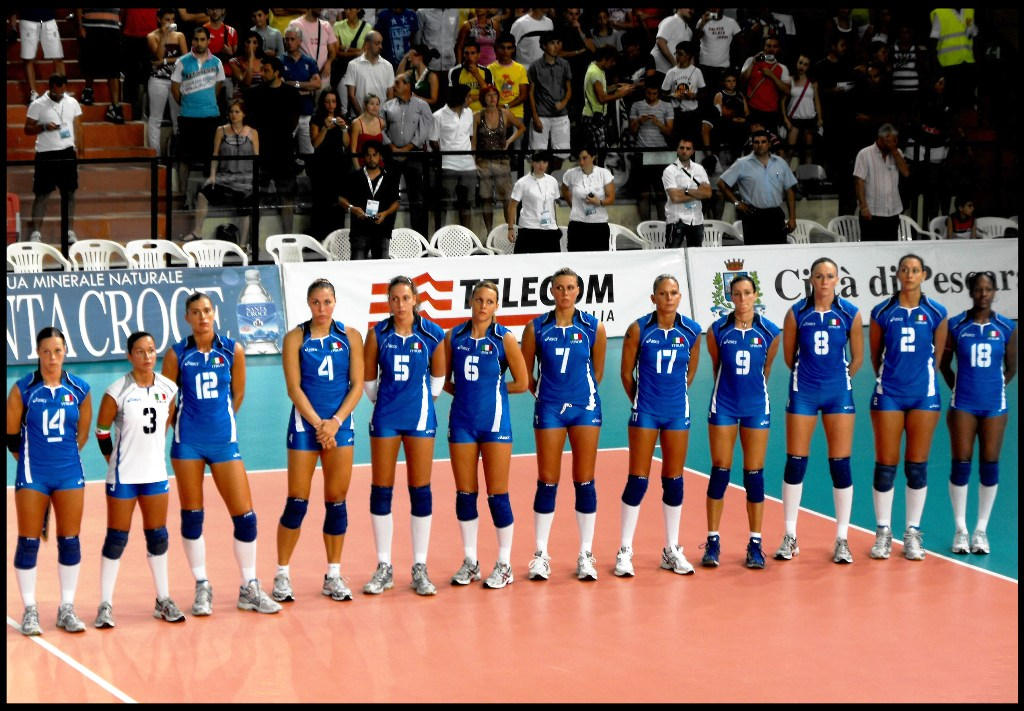
Reprezentantki Włoch zwyciężczyniami Igrzysk Śródziemnomorskich 2009

Piłka siatkowa na Igrzyskach Śródziemnomorskich 2009, odbywała się w dniach 28 czerwca – 4 lipca 2009 w 3 miejscowościach nieopodal Pescary: Chieti oraz Montesilvano (turniej mężczyzn) i we Vasto (turniej kobiet).

## Turniej mężczyzn

### Grupa A
| Poz. | Drużyna  | Pkt | Mecze | Mecze      | Mecze   | Sety | Sety | Sety  | Pkt | Pkt | Pkt   |
| Poz. | Drużyna  | Pkt | Mecze | Zwycięstwa | Porażki | +    | –    | Ratio | +   | –   | Ratio |
| ---- | -------- | --- | ----- | ---------- | ------- | ---- | ---- | ----- | --- | --- | ----- |
| 1    | Włochy   | 7   | 4     | 3          | 1       | 387  | 350  | 1.106 | 10  | 7   | 1.429 |
| 2    | Słowenia | 7   | 4     | 3          | 1       | 356  | 323  | 1.102 | 11  | 4   | 2.750 |
| 3    | Grecja   | 6   | 4     | 2          | 2       | 349  | 346  | 1.009 | 9   | 7   | 1.286 |
| 4    | Francja  | 6   | 4     | 2          | 2       | 300  | 302  | 0.993 | 6   | 7   | 0.857 |
| 5    | Maroko   | 4   | 4     | 0          | 4       | 254  | 325  | 0.782 | 1   | 12  | 0.083 |

### Grupa B
| Poz. | Drużyna    | Pkt | Mecze | Mecze      | Mecze   | Sety | Sety | Sety  | Pkt | Pkt | Pkt   |
| Poz. | Drużyna    | Pkt | Mecze | Zwycięstwa | Porażki | +    | –    | Ratio | +   | –   | Ratio |
| ---- | ---------- | --- | ----- | ---------- | ------- | ---- | ---- | ----- | --- | --- | ----- |
| 1    | Hiszpania  | 8   | 4     | 4          | 0       | 331  | 278  | 1.191 | 12  | 2   | 6.000 |
| 2    | Tunezja    | 7   | 4     | 3          | 1       | 345  | 322  | 1.071 | 11  | 4   | 2.750 |
| 3    | Turcja     | 6   | 4     | 2          | 2       | 329  | 311  | 1.058 | 7   | 7   | 1.000 |
| 4    | Czarnogóra | 5   | 4     | 1          | 3       | 283  | 291  | 0.973 | 4   | 9   | 0.444 |
| 5    | Albania    | 4   | 4     | 0          | 4       | 215  | 301  | 0.714 | 0   | 12  | 0.000 |

### Mecz o miejsca 7-8
| Czarnogóra | 3-1 | Francja |

### Mecz o miejsca 5-6
| Turcja | 3-0 | Grecja |

### Półfinały
| Włochy | 3-0 | Tunezja |

| Hiszpania | 3-2 | Słowenia |

### Mecz o 3. miejsce
| Słowenia | 3-0 | Tunezja |

### Finał
| Włochy | 3-1 | Hiszpania |

### Zestawienie końcowe drużyn męskich
| Poz. | Drużyna    |
| ---- | ---------- |
|      | Włochy     |
|      | Hiszpania  |
|      | Słowenia   |
| 4    | Tunezja    |
| 5    | Turcja     |
| 6    | Grecja     |
| 7    | Czarnogóra |
| 8    | Francja    |
| 9    | Albania    |
| 9    | Maroko     |

## Turniej kobiet

### Grupa A
| Poz. | Drużyna              | Pkt | Mecze | Mecze      | Mecze   | Sety | Sety | Sety  | Pkt | Pkt | Pkt   |
| Poz. | Drużyna              | Pkt | Mecze | Zwycięstwa | Porażki | +    | –    | Ratio | +   | –   | Ratio |
| ---- | -------------------- | --- | ----- | ---------- | ------- | ---- | ---- | ----- | --- | --- | ----- |
| 1    | Turcja               | 6   | 3     | 3          | 0       | 225  | 145  | 1.552 | 9   | 0   | MAX   |
| 2    | Grecja               | 5   | 3     | 2          | 1       | 235  | 210  | 1.119 | 6   | 4   | 1.500 |
| 3    | Bośnia i Hercegowina | 4   | 3     | 1          | 2       | 224  | 269  | 0.833 | 4   | 8   | 0.500 |
| 4    | Albania              | 3   | 3     | 0          | 3       | 194  | 254  | 0.764 | 2   | 9   | 0.222 |

### Grupa B
| Poz. | Drużyna   | Pkt | Mecze | Mecze      | Mecze   | Sety | Sety | Sety  | Pkt | Pkt | Pkt   |
| Poz. | Drużyna   | Pkt | Mecze | Zwycięstwa | Porażki | +    | –    | Ratio | +   | –   | Ratio |
| ---- | --------- | --- | ----- | ---------- | ------- | ---- | ---- | ----- | --- | --- | ----- |
| 1    | Włochy    | 6   | 3     | 3          | 0       | 225  | 150  | 1.500 | 9   | 0   | MAX   |
| 2    | Chorwacja | 5   | 3     | 2          | 1       | 232  | 192  | 1.208 | 6   | 4   | 1.500 |
| 3    | Francja   | 4   | 3     | 1          | 2       | 191  | 224  | 0.853 | 4   | 6   | 0.667 |
| 4    | Algieria  | 3   | 3     | 0          | 3       | 143  | 225  | 0.636 | 0   | 9   | 0.000 |

### Mecz o miejsca 7-8
| Algieria | 3-2 | Albania |

### Mecz o miejsca 5-6
| Bośnia i Hercegowina | 3-0 | Francja |

### Półfinały
| Turcja | 3-1 | Chorwacja |

| Włochy | 3-1 | Grecja |

### Mecz o 3. miejsce
| Chorwacja | 3-0 | Grecja |

### Finał
| Włochy | 3-2 | Turcja |

### Zestawienie końcowe drużyn kobiecych
| Poz. | Drużyna              |
| ---- | -------------------- |
|      | Włochy               |
|      | Turcja               |
|      | Chorwacja            |
| 4    | Grecja               |
| 5    | Bośnia i Hercegowina |
| 6    | Francja              |
| 7    | Algieria             |
| 8    | Albania              |